# 1898
Het jaar 1898 is het 98e jaar in de 19e eeuw volgens de christelijke jaartelling.

## Gebeurtenissen
januari

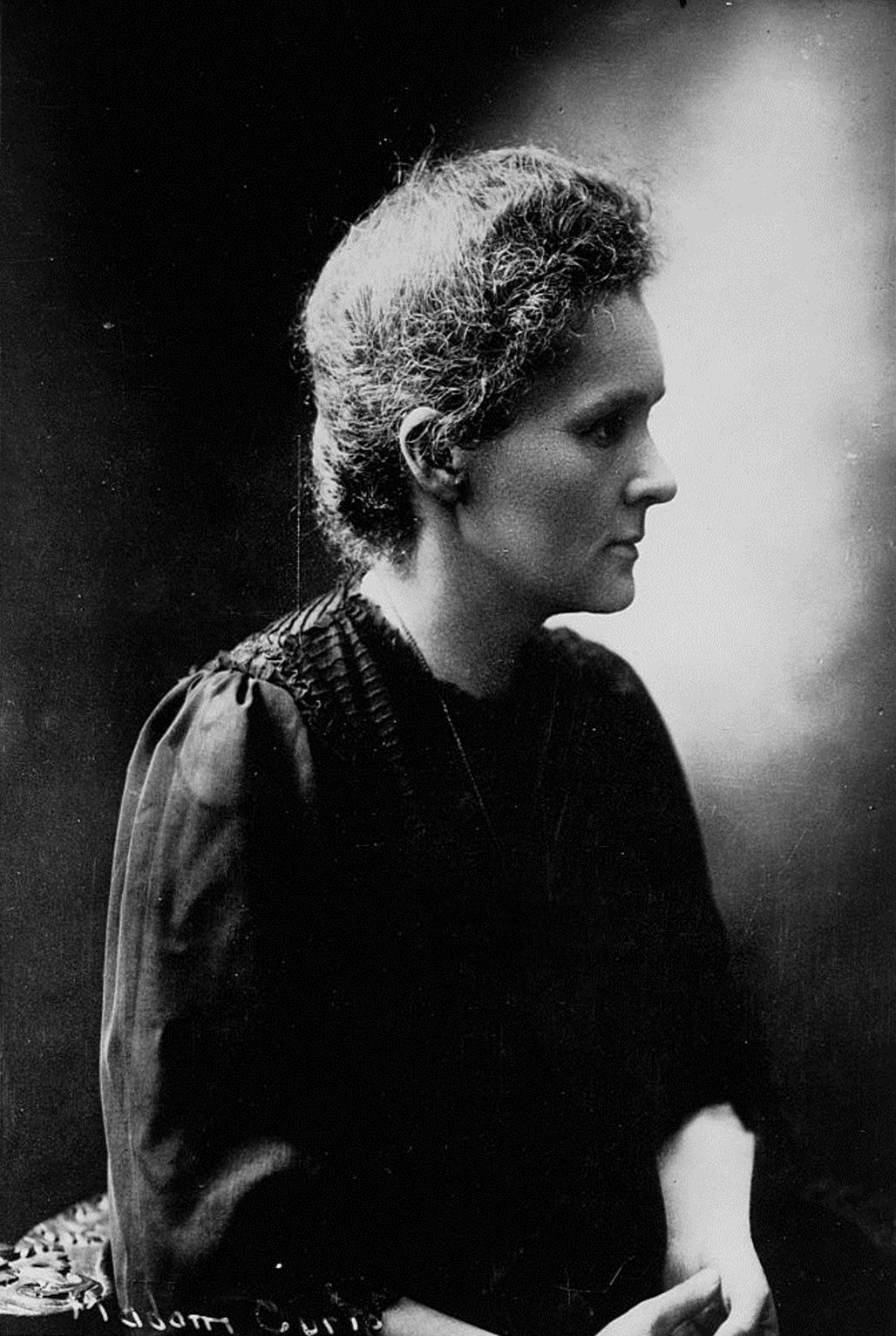
Marie Curie

- 1 - Vijf Amerikaanse gemeenten in de staat New York smelten zich samen tot de stad New York.
- 6 - eerste voetbalwedstrijd in Italië tussen Internazionale Torino en Genoa 1893, Internazionale won met 1-0 voor 208 toeschouwers.
- Émile Zola schrijft J'accuse over de Dreyfus-affaire.

februari
- 1 - De leden van de kunstenaarssociëteit Pulchri Studio in Den Haag stemmen in met de aankoop door de voorzitter Hendrik Willem Mesdag van het gebouw Lange Voorhout 15.
- 15 - In de haven van Havana vliegt het US slagschip 'Maine' de lucht in als het met Amerikaanse staatsburgers het onrustige Cuba wil verlaten. Er vallen meer dan 260 doden.

maart
- 7 - Verkade begint met de productie van waxinelichtjes.
- 9 - In Alkmaar wordt via een fonograaf de oudste Nederlandstalige geluidsopname ooit gemaakt.
- 26 - Ferdinand Domela Nieuwenhuis schrijft "Een woord van afscheid" aan de lezers van Recht voor Allen. Hij heeft zich bekeerd tot het anarchisme en begint een nieuw tijdschrift: De Vrije Socialist.
- 27 - President McKinley eist in een ultimatum van de Spaanse regering de afkondiging van een bestand op Cuba en sluiting van de concentratiekampen.
- 27 China en Rusland sluiten het Verdrag voor de pacht van het schiereiland Liaodong, waardoor de Russen de marinehaven Port Arthur voor 25 jaar in bezit krijgen.
- 28 - Het vlootplan van admiraal Alfred von Tirpitz wordt door de Rijksdag goedgekeurd.

april
- 10 - In Amsterdam geeft het arbeiderskoor De Stem des Volks zijn eerste optreden met de première van de Socialistenmars.
- 16 - De Verenigde Staten verklaren Spanje de oorlog. Amerika zal Cuba en de Filipijnen veroveren. Zie: Spaans-Amerikaanse Oorlog.
- 18 - In België wordt de gelijkheidswet goedgekeurd, deze maakt het Nederlands gelijk aan het Frans, maar enkel in Vlaanderen.

mei
- 1 - De Amerikaanse pantservloot onder bevel van commandant George Dewey, brengt de Spaanse vloot in de Baai van Manilla en in de haven van Cavite een vernietigende nederlaag toe, tijdens de Slag in de Baai van Manilla. De Spaanse admiraal Patricio Montojo geeft zich over.

juni
- 12 - De Filipijnen verklaren zich onafhankelijk van Spanje.
- 28 - Contracten worden getekend voor de Peking-Hankou-spoorlijn door een Frans-Belgisch consortium met als deelnemers de Generale Maatschappij van België, de Banque de Paris et des Pays-Bas en de industrieel John Cockerill.

juli
- 3 - Oprichting van de Koninklijke Nederlandsche Automobiel Club (KNAC).
- 5 tot 9 - Autorace Parijs - Amsterdam - Parijs, over Maastricht en Den Haag. Organisator is de Automobile Club de France.
- 9 - Opening Nationale Tentoonstelling voor Vrouwenarbeid in Den Haag.
- 10 - Een Franse militaire missie arriveert aan de Boven-Nijl en slaat zijn kampen op bij Fashoda.
- 25 - De Amerikanen landen op Puerto Rico.

augustus
- 1 - Bank holiday loopt in Londen helemaal uit de hand door een aanhoudende hittegolf en overmatig drankgebruik. Voor het eerst worden de geweldplegers hooligans genoemd.
- 12 - In de Spaans-Amerikaanse Oorlog wordt een bestand overeengekomen.
- 13 - Ontdekking van de planetoïde Eros.
- 14 - Er wordt een troepenmacht van 11.000 Amerikaanse soldaten naar de Filipijnen gestuurd om deze te bezetten.
- 18 - Amerikaanse troepen trekken Manilla binnen.
- 28 - Tsaar Nicolaas II van Rusland stuurt een manifest naar de buitenlandse ambassades in Petersburg waarin hij de mogendheden oproept om te praten over een einde aan de wapenwedloop. Het voorstel wordt met hoon ontvangen maar zal toch binnen een jaar leiden tot de Vredesconferentie van Den Haag.

september
- 2 - Slag van Karari: een Brits-Egyptische strijdmacht onder aanvoering van Horatio Kitchener verslaat het mahdileger van kalifa Abdallahi ibn Muhammad en verovert Khartoem.
- 6 - Inhuldiging van Koningin Wilhelmina in de Nieuwe Kerk te Amsterdam.
- 7 - Een delegatie uit de bevolking van Amsterdam biedt koningin Wilhelmina in het Paleis voor Volksvlijt een geschenk aan: de Gouden Koets.
- 19 - Britse schepen arriveren in Fashoda. Een confrontatie met de Franse troepen blijft nog uit.
- 21 - In China komt een einde aan honderd dagen van hervormingen door de Guangxukeizer. De keizerin-weduwe Cixi wordt opnieuw regent; ze laat de keizer opsluiten in het Zomerpaleis.
- 29 - Het Revolutionaire Congres van de Filipijnen aanvaardt een grondwet.

oktober
- 8 - In Amsterdam wordt de Nederlandse Hockey en Bandy Bond (NHBB) opgericht, de voorloper van de Koninklijke Nederlandse Hockey Bond.
- 12 - In Rotterdam begint slagerszoon Willem van Berkel een fabriek op om zijn snijmachines te produceren. Hij heeft een patent op zijn vinding van een bewegend plateau waarop het vlees ligt.
- 18 - De Verenigde Staten nemen Puerto Rico in bezit.

november
- 4 - Het Franse expeditieleger ontruimt Fashoda. De Franse regering voorkomt zo een Frans-Britse oorlog.

december
- 1 - De Deen Valdemar Poulsen vraagt octrooi aan op de Telegrafoon, de voorloper van het antwoordapparaat, de bandrecorder en de dictafoon.
- 10 - Vrede van Parijs. Einde van de Spaans-Amerikaanse Oorlog.
- 18 - De autocoureur Gaston de Chasseloup-Laubat vestigt het eerste, officieel geregistreerde Wereldsnelheidsrecord op land: hij behaalt in een elektrische Jeantaud een snelheid van 63,15 km/u.
- 21 - Marie en Pierre Curie ontdekken het element Radium.
- 21 - In Rome wordt een internationale conferentie over de bestrijding van het anarchistische terrorisme afgesloten met afspraken tussen 21 landen over het uitwisselen van criminologische gegevens op basis van het Bertillonage.

zonder datum
- Ernest Rutherford onderscheidt alfastraling en bètastraling.
- Camillo Golgi ontdekt het golgicomplex.
- Voltooiing van de spoorlijn van Léopoldville (Belgisch Kongo) naar de kust.
- Voltooiing van de Newfoundland Railway, die Newfoundland van oost naar west doorkruiste.
- Eerste productie van het toneelstuk Candida van George Bernard Shaw.
- Duitsland doet pogingen zich op de Salomonseilanden te vestigen.
- (Rusland) Ivan Bloch, een Poolse jood, publiceert zijn studie.

## Muziek
Premières
- 5 maart: eerste uitvoering van Symfonie nr. 1 van Eyvind Alnæs;
- 2 april: eerste uitvoering van Symfonie nr. 4 van Sergej Tanejev;
- 28 april: eerste uitvoering van Symfonie nr. 7 van Asger Hamerik;
- 17 mei: eerste uitvoering van Danse visionaire en de Festivalmars van Johan Halvorsen;
- 21 juni - Pelléas et Mélisande van Gabriel Fauré in Londen.
- 10 december: eerste uitvoeringen van Vioolconcert nr. 1, Quinze caprices pour piano en Episodes chevaleresques van Christian Sinding

## Beeldende kunst

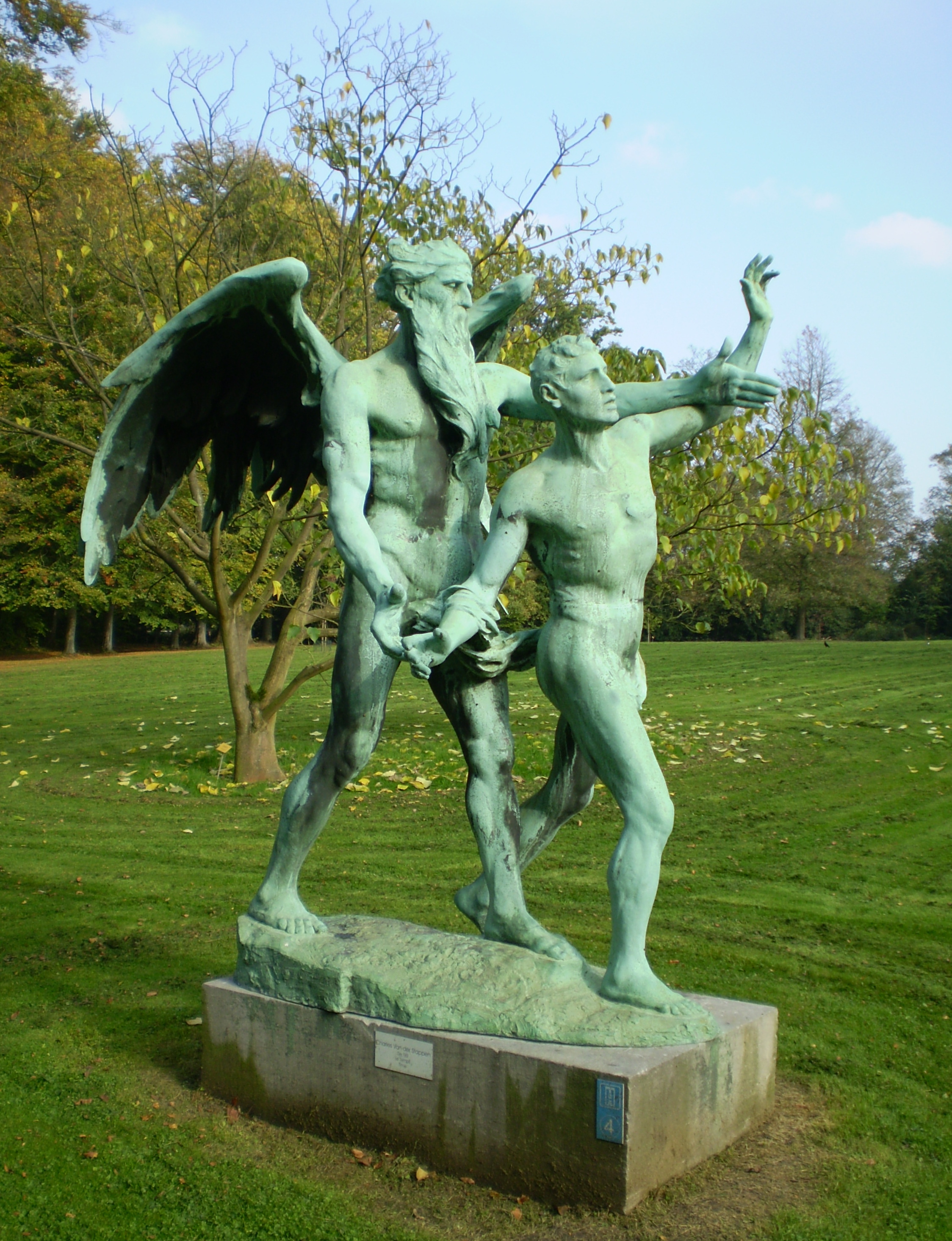
De Tijd (1898) Charles Van der Stappen, Nationale Botanische tuin
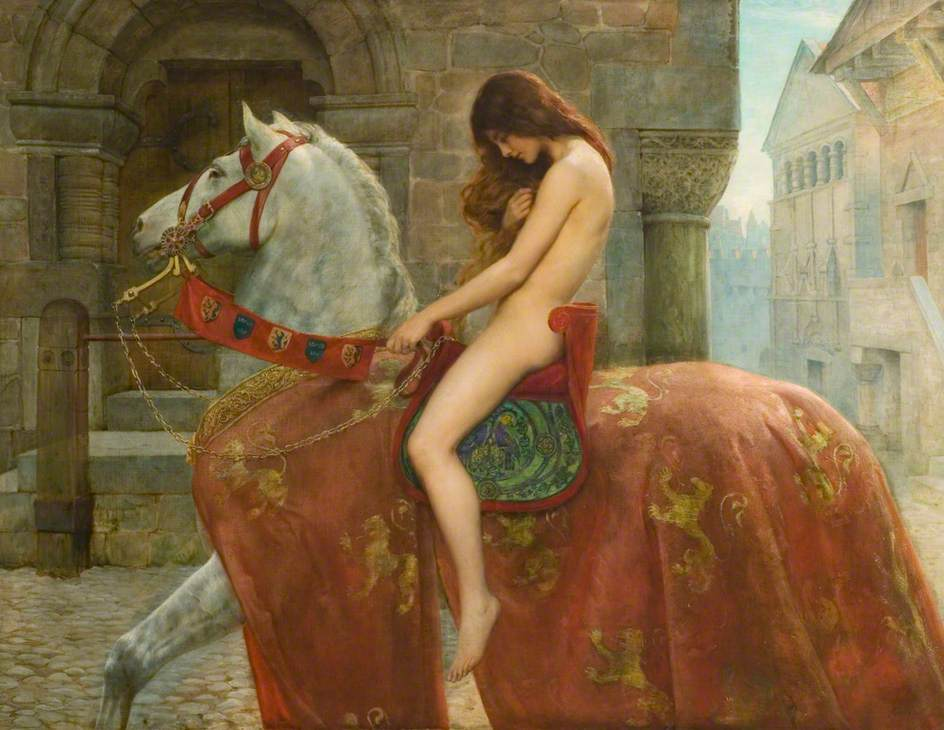
Lady Godiva (ca. 1898) John Collier
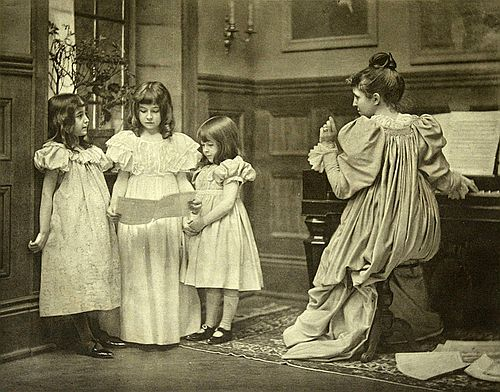
The false tone, (Rudolf Eickemeyer, 1898).

## Bouwkunst
- In Wenen komt het Sezessionsgebouw gereed, ontworpen door de Oostenrijkse architect Joseph Maria Olbrich. Het gebouw is ontworpen in de Wiener Sezession-stijl, een variant op de jugendstil

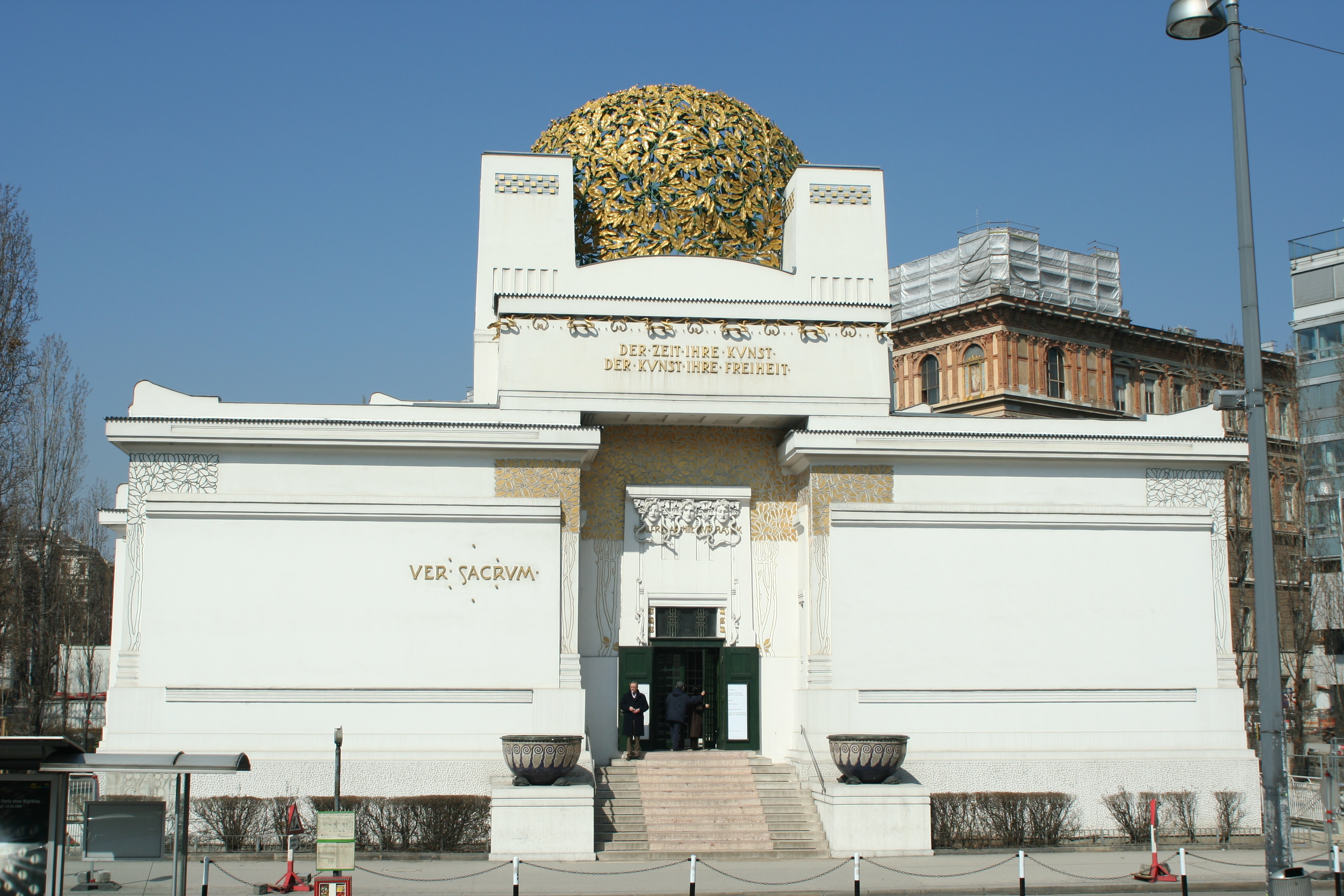
Secessionsgebouw Wenen
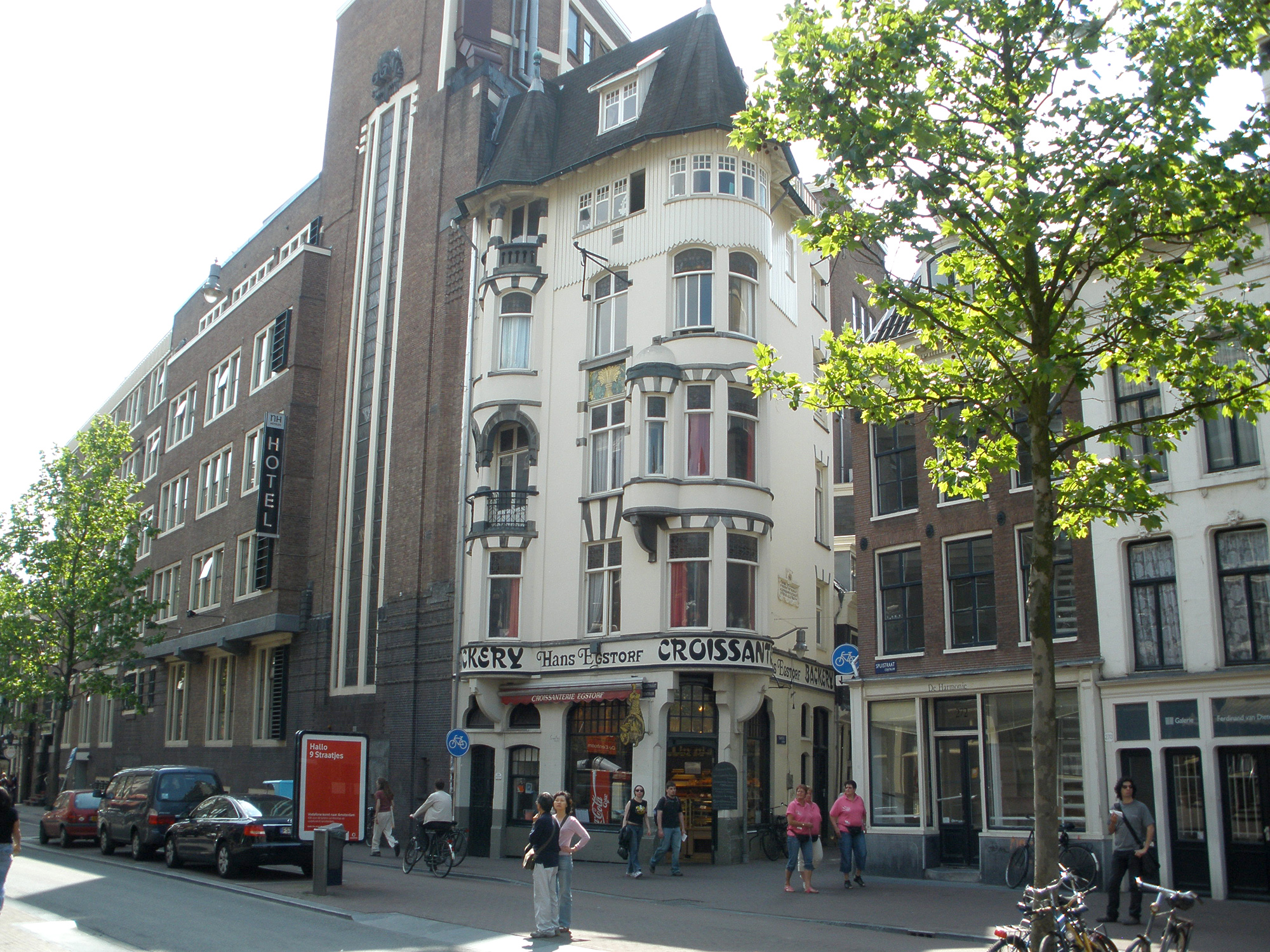
Bakkerij D.C Stähle Spuistraat Amsterdam Gerrit van Arkel
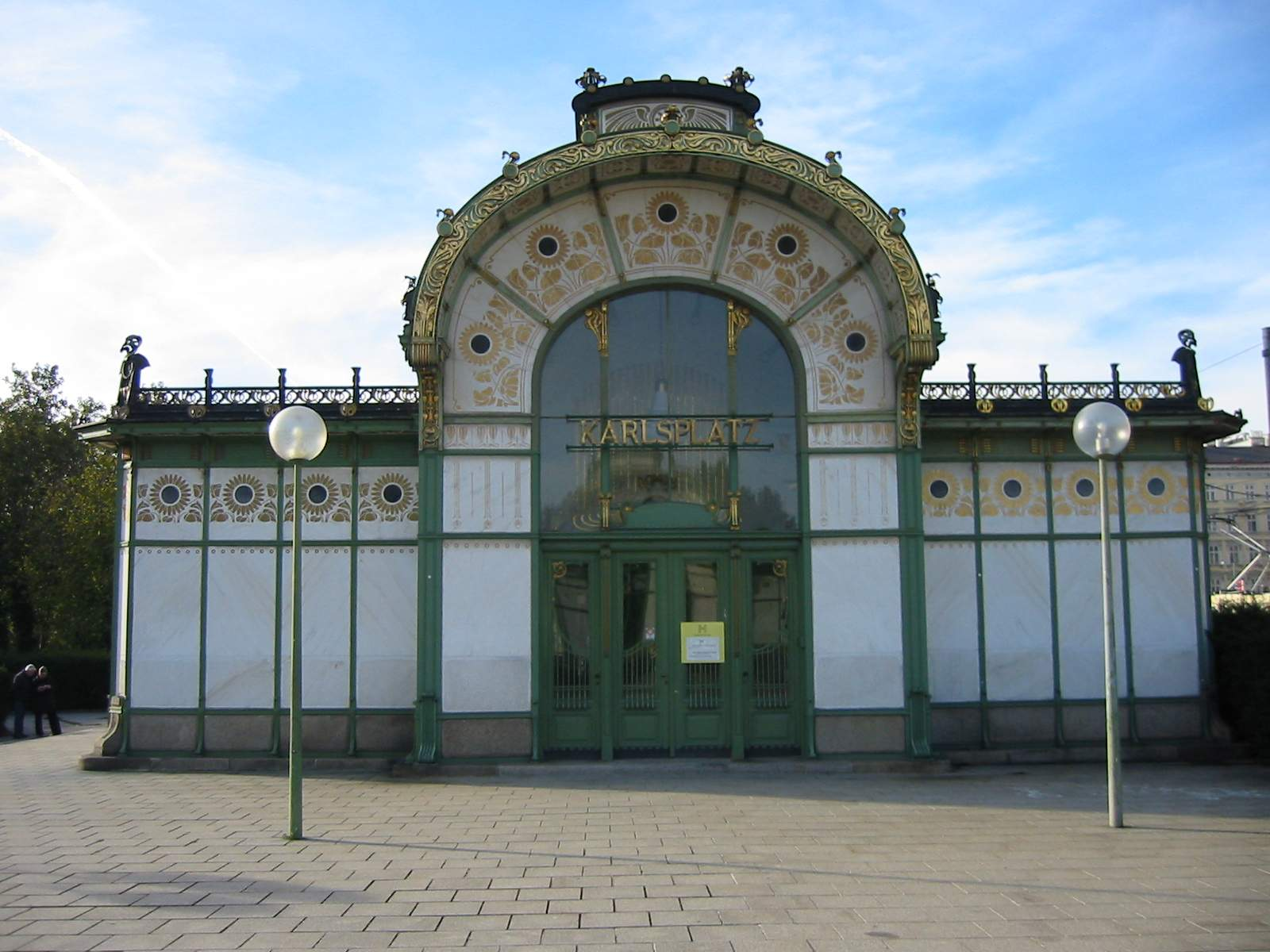
Station Karlsplatz Wenen Otto Wagner
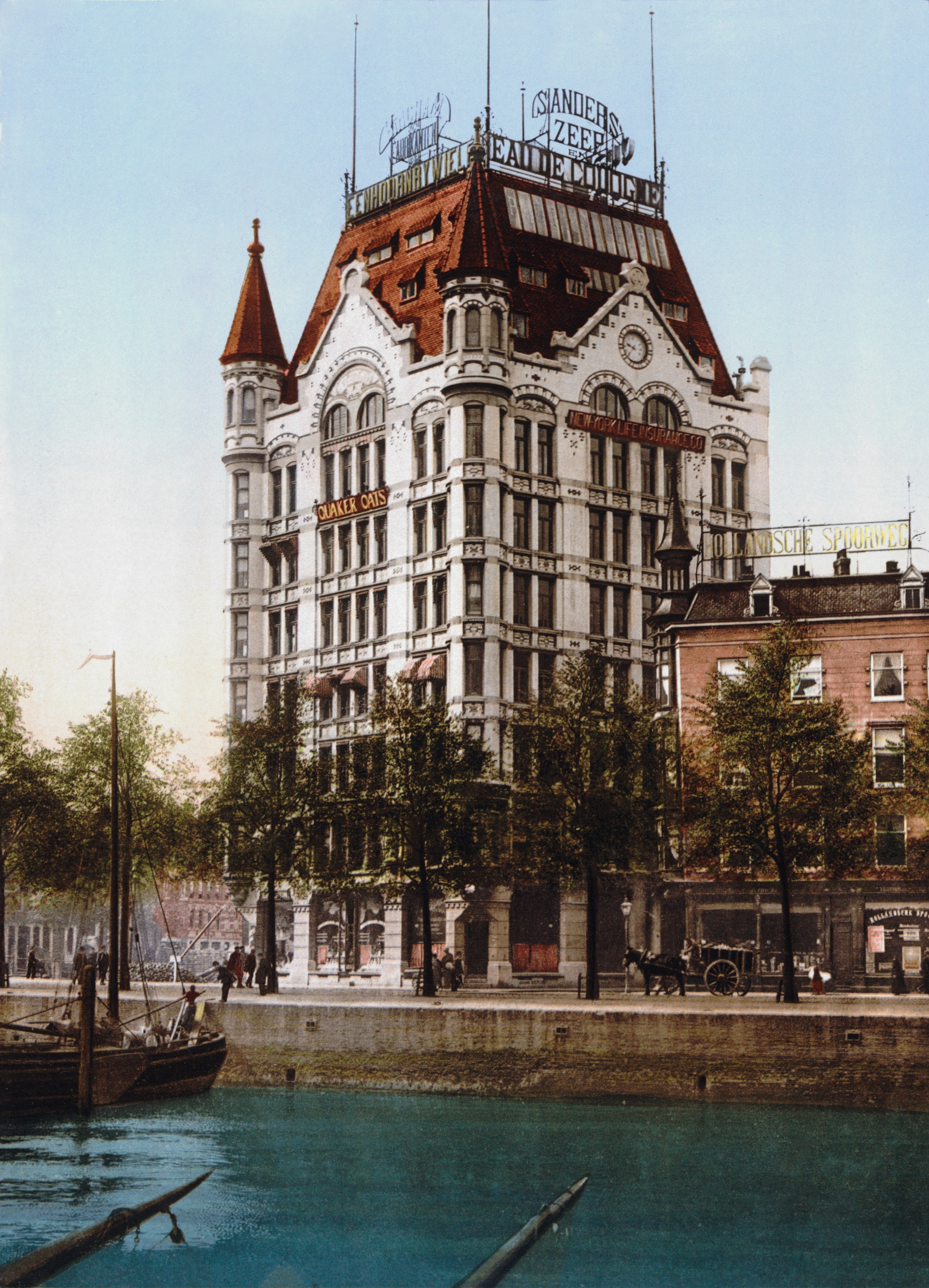
Witte Huis (Rotterdam) (1898) Molenbroek
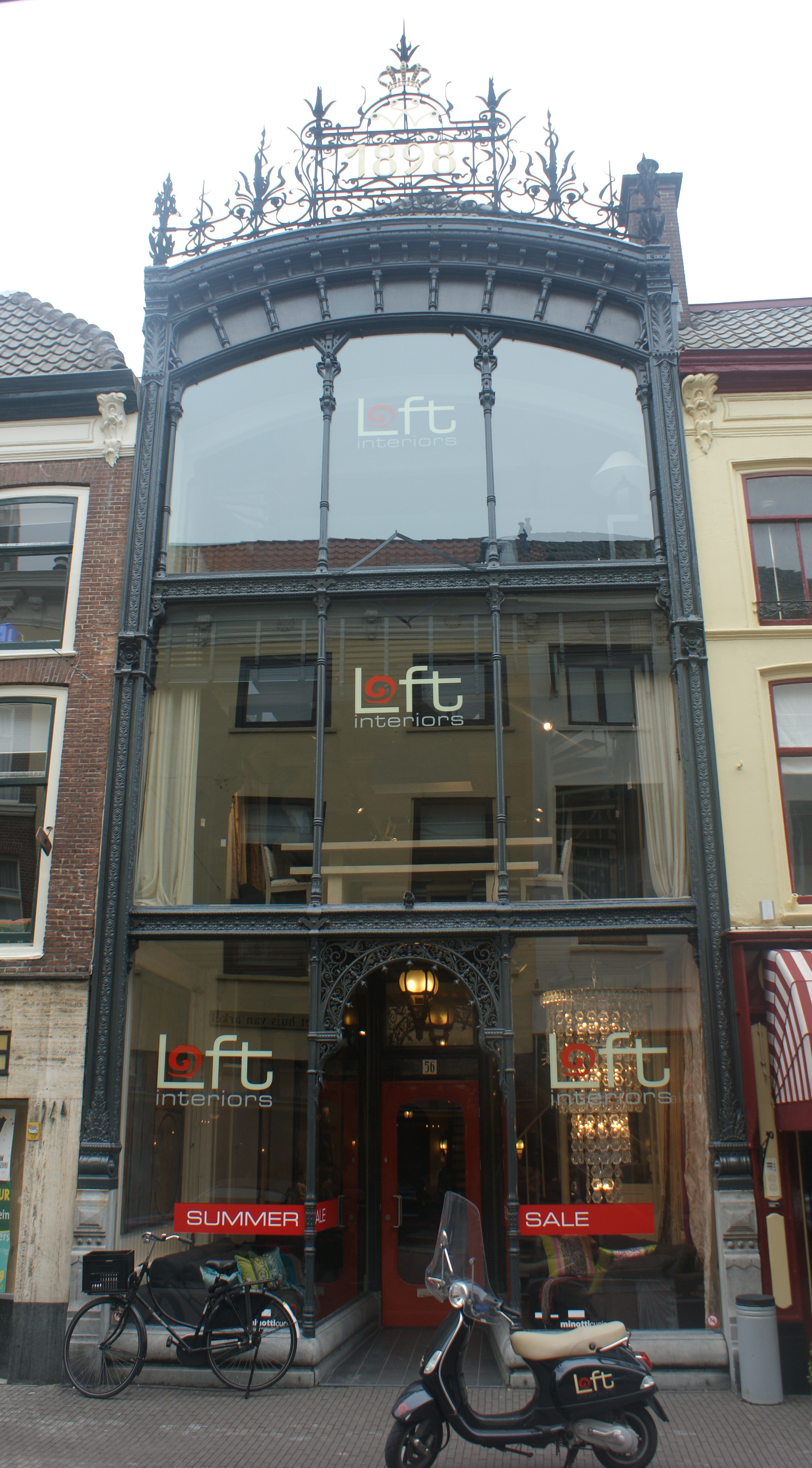
Dennenweg 56 Den Haag (1898) Jan Willem Bosboom

## Geboren

### januari
- 1 - Viktor Ullmann, Tsjechisch dirigent en componist (overleden 1944)
- 7 - Robert LeGendre, Amerikaans atleet (overleden 1931)
- 9 - Harry Sundberg, Zweeds voetballer (overleden 1945)
- 10 - Katharine Burr Blodgett, Amerikaans natuur- en scheikundige (overleden 1979)
- 11 - George Zorab, Nederlands parapsycholoog (overleden 1990)
- 12 - Felix De Boeck, Vlaams schilder en landbouwer (overleden 1995)
- 21 - Ahmad Sjah Kadjar, sjah van Perzië 1909-1925 (overleden 1930)
- 23 - Sergej Eisenstein, Russisch cineast (overleden 1948)

### februari
- 1 - Leila Denmark, Amerikaans kinderarts (overleden 2012)
- 2 - Fien de la Mar, Nederlands actrice en cabaretière (overleden 1965)
- 3 - Alvar Aalto, Fins architect (overleden 1976)
- 4 - Shinsui Itō, Japans kunstschilder en prentkunstenaar (overleden 1972)
- 5 - Jeanne Bieruma Oosting, Nederlands beeldend kunstenares (overleden 1994)
- 10 - Bertolt Brecht, (Oost-)Duits dichter, (toneel)schrijver en toneelregisseur (overleden 1956)
- 11 - Édouard Candeveau, Zwitsers roeier (overleden 1989)
- 12 - David Bruce, Amerikaans diplomaat (overleden 1977)
- 14 - Fritz Zwicky, Zwitsers-Amerikaans astronoom (overleden 1974)
- 15 - Hastings Kamuzu Banda, president van Malawi (1966-1994) (overleden 1997)
- 16 - H.J. van Nijnatten-Doffegnies, Nederlands schrijfster (overleden 1990)
- 16 - Jan van der Zee, Nederlands beeldend kunstenaar (overleden 1988)
- 18 - Enzo Ferrari, Italiaans autobouwer (overleden 1988)
- 20 - Jozef Rulof, Nederlands mediamiek schrijver en schilder (overleden 1952)
- 20 - Julien Van Campenhout, Belgisch atleet (overleden 1933)
- 22 - Karl Koller, Duits generaal (overleden 1951)
- 22 - Anton de Kom, Surinaams nationalist (overleden 1945)
- 22 - Lazaro Francisco, Filipijns auteur (overleden 1980)
- 24 - Alois Podhajsky, Oostenrijks ruiter (overleden 1973)
- 28 - Zeki Rıza Sporel, Turks voetballer (overleden 1969)

### maart
- 2 - Leonard Roggeveen, Nederlands kinderboekenschrijver (overleden 1959)
- 2 - Paul de Waart, Nederlands journalist (overleden 1970)
- 4 - Hans Krebs, Duits generaal (overleden 1945)
- 5 - Zhou Enlai, premier van China (overleden 1976)
- 5 - Frits Slomp, Nederlands predikant en verzetsstrijder (overleden 1978)
- 6 - Jo Vincent, Nederlands zangeres (sopraan) (overleden 1989)

### april
- 3 - Marcel Alavoine, Belgisch atleet (overleden 1967)
- 7 - Jacob Tullin Thams, Noors schansspringer en zeiler (overleden 1954)
- 8 - Achiel Van Acker, Belgisch politicus (overleden 1975)
- 9 - Edward Jennings, Amerikaans stuurman bij het roeien (overleden 1975)
- 9 - Curly Lambeau, Belgisch-Amerikaans football-speler (overleden 1965)
- 9 - Paul Robeson, Amerikaans spiritualzanger (overleden 1976)
- 14 - Lee Tracy, Amerikaans acteur (overleden 1968)
- 15 - Harry Edward, Brits atleet (overleden 1973)
- 18 -  Elene Achvlediani, Georgisch kunstschilderes (overleden 1975)

### mei
- 2 - Jef Last, Nederlands dichter en schrijver (overleden 1972)
- 3 - Golda Meïr, Israëlisch diplomaat, politicus en premier (overleden 1978)
- 8 - Alojzije Viktor Stepinac, Kroatisch bisschop en martelaar (overleden 1960)
- 15 - Arletty, Frans actrice, zangeres en fotomodel (overleden 1992)
- 16 - Tamara de Lempicka, Pools art-deco-schilderes (overleden 1980)
- 17 - Karl Mauss, Duits generaal (overleden 1959)
- 21 - Armand Hammer, Amerikaans industrieel en kunstverzamelaar (overleden 1990)
- 21 - Everhard Spelberg, Nederlands predikant en omroepbestuurder (VPRO) (overleden 1968)
- 23 - Josef Terboven, Duits militair (overleden 1945)
- 24 - Helen Brooke Taussig, Amerikaans cardiologe (overleden 1986)
- 25 - Harry Broos, Nederlands atleet (overleden 1954)
- 28 - Andy Kirk, Amerikaans jazzmusicus en bigbandleider (overleden 1992)
- 31 - Norman Vincent Peale, Amerikaans protestants geestelijke en auteur (overleden 1993)

### juni
- 4 - Emilienne Moreau, Frans verzetsstrijder (overleden 1971)
- 5 - Federico García Lorca, Spaans dichter (overleden 1936)
- 6 - Ninette de Valois, Iers balletdanseres en choreografe (overleden 2001)
- 9 - Luigi Fagioli, Italiaans Formule 1-coureur (overleden 1952)
- 9 - Curzio Malaparte, Italiaans schrijver en oorlogscorrespondent (overleden 1957)
- 9 - Hans Tetzner, Nederlands voetballer en medicus (overleden 1987)
- 17 - Maurits Cornelis Escher, Nederlands kunstenaar (overleden 1972)
- 17 - Harry Patch, Britse oorlogsveteraan en de laatste veteraan van de loopgraven van de Eerste Wereldoorlog (overleden 2009)
- 21 - Antonius Kuys, Nederlands wielrenner (overleden 1982)
- 22 - Erich Maria Remarque, Duits schrijver (overleden 1970)
- 26 - Pablo Amorsolo, Filipijns kunstschilder (overleden 1945)
- 26 - Willy Messerschmitt, Duits vliegtuigbouwer (overleden 1978)

### juli
- 6 - Hanns Eisler, Duits/Oostenrijks componist (overleden 1962)
- 9  - Gerard Walschap, Vlaams schrijver (overleden 1989)
- 11 - Herman de Man, Nederlands schrijver (overleden 1946)
- 19 - Herbert Marcuse, Duits-Amerikaans filosoof en socioloog (overleden 1979)
- 22 - Stephen Vincent Benét, Amerikaans schrijver (overleden 1943)
- 25 - Fedde Schurer, Fries dichter en politicus (overleden 1968)
- 29 - Isidor Isaac Rabi, Oostenrijks-Amerikaans natuurkundige en Nobelprijswinnaar (overleden 1988)
- 30 - Henry Moore, Brits beeldhouwer (overleden 1986)
- 31 - Maria Kljonova, mariene geoloog uit de voormalige Sovjet-Unie (overleden 1976)

### augustus
- 6 - Cyriel Ryckaert, Belgisch politicus (overleden 1980)
- 10 - Lorenzo Tañada, Filipijns senator (overleden 1992)
- 12 - Karl Auer, Duits voetballer (overleden 1945)
- 13 - Stefan Śliwa, Pools voetballer (overleden 1964)
- 19 - Eleanor Boardman, Amerikaans actrice (overleden 1991)
- 30 - Marcelle Droogmans, oudste mens van België (overleden 2008)
- 31 - Dušan Matić, Servisch kunstenaar (overleden 1980)
- 31 - Lucio Moreno Quintana, Argentijns diplomaat en rechter (overleden 1979)

### september
- 3  - Barend de Graaff, Nederlands schrijver (overleden 1983)
- 6 - Walter Bossier, bibliothecaris van de stadsbibliotheek van Brugge (overleden 1977)
- 9 - Albert Bockstael, Belgisch kunstschilder (overleden 1989)
- 13 - Hans Globke, Duits politicus en jurist (overleden 1973)
- 15 - Jan Jacob Slauerhoff, Nederlands dichter en romanschrijver (overleden 1936)
- 17 - Christo Smirnenski, Bulgaars dichter en schrijver (overleden 1923)
- 20 - Josefa Llanes-Escoda, Filipijns maatschappelijk werkster, oorlogsheld en suffragette (overleden 1945)
- 21 - Cor Gubbels, Nederlands atleet (overleden 1975)
- 24 - Charlotte van Pallandt, Nederlands beeldhouwster (overleden 1997)
- 26 - George Gershwin, Amerikaans componist en tekstschrijver (overleden 1937)
- 26 - Jos Gielen, Nederlands politicus en letterkundige (overleden 1981)

### oktober
- 3 - Gertrude Berg, Amerikaans actrice en scenarioschrijfster (overleden 1966)
- 12 - Oskar Üpraus, Estisch voetballer (overleden 1968)
- 13 - Floor de Zeeuw, Nederlands voetballer bij Feyenoord (overleden 1979)
- 14 - Cruys Voorbergh, Nederlands (stem)acteur en regisseur (overleden 1963)
- 15 - Ahmed Boughéra El Ouafi, Algerijns atleet (overleden 1959)
- 17 - Tuffy Neugen, Braziliaans voetballer (overleden 1935)
- 17 - Simon Vestdijk, Nederlands schrijver (overleden 1971)
- 18 - Karl Giese, Duitse archivaris van het Institut für Sexualwissenschaft (overleden 1938)
- 22 - Dámaso Alonso, Spaans dichter (overleden 1990)

### november
- 4 - Jules Migeot, Belgisch atleet (overleden 1986)
- 5 - Francesco Domenico Chiarello, Italiaans oorlogsveteraan uit de Eerste Wereldoorlog (overleden 2008)
- 15 - Willy Alfredo, Nederlands sneldichter (overleden 1976)
- 15 - Sylvan Goldman, Amerikaans ondernemer en uitvinder (overleden 1984)
- 17 - Harold Bennett, Brits acteur (overleden 1981)
- 18 - Joris Ivens, Nederlands filmmaker (overleden 1989)
- 20 - Richmond Landon, Amerikaans atleet (overleden 1971)
- 20 - Alberto Suppici, Uruguayaans voetballer en trainer (overleden 1981)
- 21 - René Magritte, Belgisch surrealistisch kunstschilder (overleden 1967)
- 26 - Héctor Scarone, Uruguayaans voetballer (overleden 1967)
- 26 - Karl Ziegler, Duits natuurkundige en Nobelprijswinnaar (overleden 1973)
- 27 - José María Gil-Robles y Quiñones de León, Spaans politicus (overleden 1980)
- 29 - C.S. Lewis, Iers schrijver (overleden 1963)

### december
- 1 - Agustín Magaldi, Argentijns tangozanger (overleden 1938)
- 2 - Ferenc Plattkó, Hongaars voetballer en voetbalcoach (overleden 1982)
- 3 - Asbjørn Halvorsen, Noors voetballer en voetbaltrainer (overleden 1955)
- 12 - George Kettmann jr., Nederlands schrijver en uitgever (overleden 1970)
- 12 - André le Fèvre (78), Nederlands voetballer (overleden 1977)
- 15 - Henk Backer, Nederlands striptekenaar (overleden 1976)
- 20 - Irene Dunne, Amerikaans actrice (overleden 1990)
- 20 - Heitor, Braziliaans voetballer (overleden 1972)
- 21 - Romanie Pollet, oudste mens van België sinds 14 januari 2008 (overleden 2009)
- 21 - Anna Charlotte Ruys, Nederlands hoogleraar bacteriologie, epidemiologie en immunologie (overleden 1977)
- 22 - Cornelis Smits, Nederlands politicus (overleden 1994)
- 23 - Jozef Langenus, Belgisch atleet (overleden 1987)
- 24 - Adriaan van Well, Nederlands ondernemer (overleden 1967)
- 25 - Thomas Fonacier, Filipijns historicus en onderwijsbestuurder (overleden 1981)
- 30 - Väinö Muinonen, Fins atleet (overleden 1978)

### datum onbekend
- Carrie Bethel, indiaans-Amerikaans mandenvlechtster (overleden 1974)

## Overleden
januari
- 1 - Douwe Casparus van Dam (71), Nederlands ontdekkingsreiziger en natuuronderzoeker
- 14 - Lewis Carroll (65), Engels schrijver en amateurfotograaf

april
- 18 - Gustave Moreau (72), Frans schilder

mei
- 22 - Edward Bellamy (48), Amerikaans auteur

juni
- 8 - Willem Jan Holsboer (64), Nederlands grondlegger van kuuroord Davos en oprichter Rhätische Bahn

juli
- 30 - Otto von Bismarck (83), Duits staatsman

augustus
- 8 - Eugène Boudin (74), Frans schilder
- 23 - Félicien Rops (65), Belgisch kunstenaar
- 27 - John Hopkinson (49), Engels natuurkundige en elektrotechnicus

september
- 2 - Theodorus Marinus Roest (61), Nederlands numismaat en conservator Teylers Museum
- 10 - Elisabeth in Beieren (60), keizerin van Oostenrijk
- 14 - Camille Alphonse Faure (58), Frans scheikundige
- 20 - Theodor Fontane (78), Duits romanschrijver

december
- 6 - Adolf Simon (74), Nederlands-Oostenrijkse violist
- 31 - Joseph Vacher (29), Frans seriemoordenaar